# 太夫 (遊女)

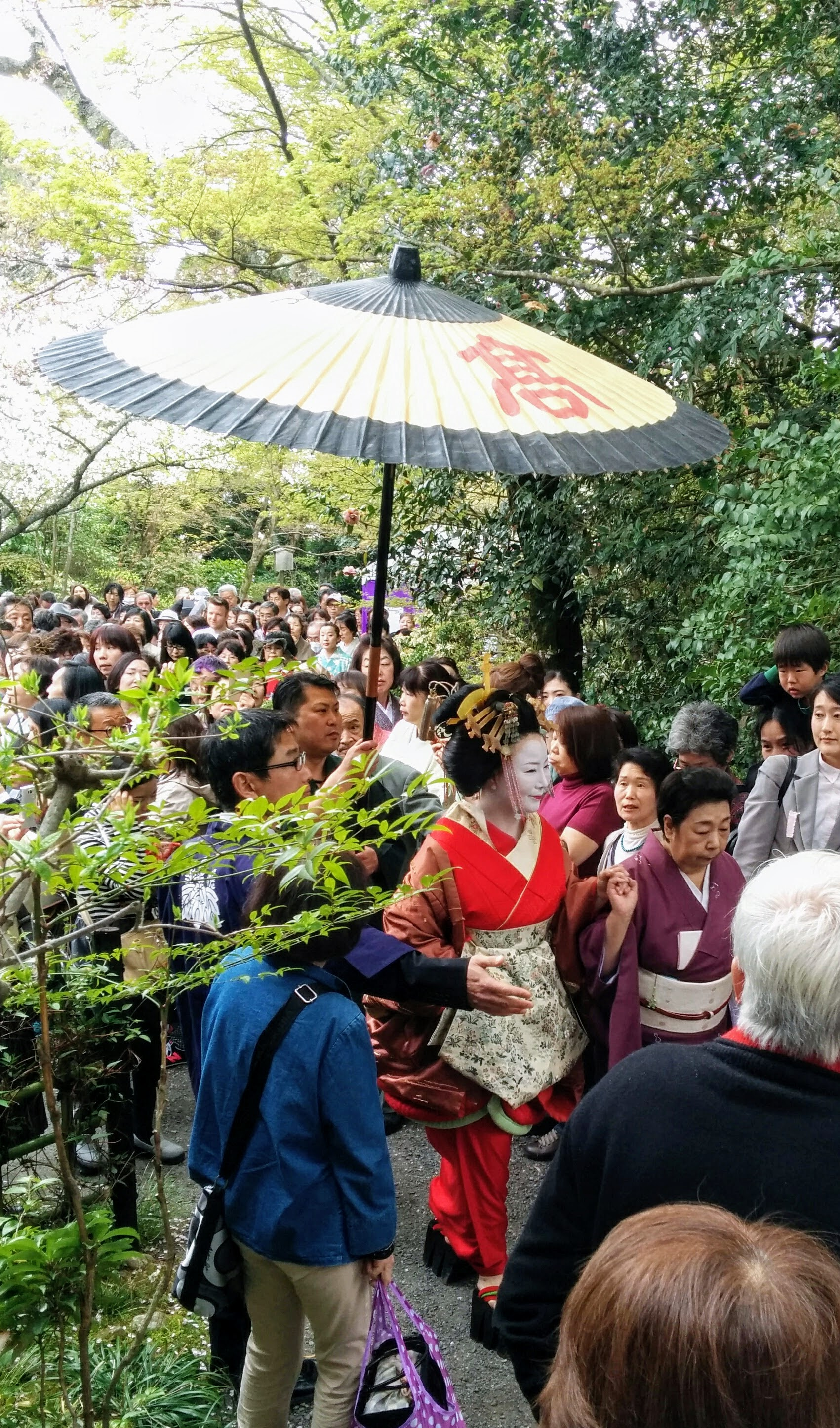
島原の如月太夫

太夫（たゆう）とは、遊女、芸妓の位階。最高位である。

## 歴史
遊女、芸妓における太夫の称号は江戸時代初期に誕生し、当時は女歌舞伎が盛んで芸達者の役者が「太夫」と呼ばれたのが始まりだといわれる。やがて遊廓が整えられ遊女の階級制が確立、美貌と教養を兼ね備えた最高位の遊女に与えられ、京の島原、江戸の吉原、大坂の新町、長崎の丸山に配置されるようになった。主に公家、大名、旗本ら上流階級を相手にし（丸山では中国人、オランダ人も）、吉野太夫・夕霧太夫・高尾太夫ら（寛永三名妓）が輩出した。しかし、太夫を相手にするには高額の費用が必要とされ、江戸では宝暦年間(宝暦7年、西暦1757年)に吉原で太夫が消滅し代わって「散茶」と呼ばれる遊女が「花魁」と呼ばれるようになりそちらが主流になる。一方京・大坂には「太夫」の名は残り、別名「こったい」と呼ばれた。時代の変遷を経て、2017年現在、島原に太夫は5名在籍する。